# Cool is Just a Number
Cool is Just a Number – pierwszy EPminialbum amerykańskiego zespołu I Fight Dragons, wydany 6 lutego 2009 roku przez Photo Finish Records, a rok później ponownie wydany wraz z dodatkowym utworem.

## Lista utworów
1. "Power Up" (Intro) – 0:14
2. "The Faster the Treadmill" – 3:46
3. "Money" – 3:20
4. "Heads Up, Hearts Down" – 3:18
5. "No One Likes Superman Anymore" – 3:44
6. "With You" – 3:49
7. "Don't You" (feat. Kina Grannis) - 3:41 (dostępny tylko na wydaniu Photo Finish Records)